# 伴淳三郎
伴 淳三郎（ばん じゅんざぶろう、1908年〈明治41年〉1月10日 - 1981年〈昭和56年〉10月26日）は、昭和期のコメディアン、俳優。本名は鈴木 寛定（すずき ひろさだ）、愛称は「バンジュン」。息子はスタイリストの山本康一郎（1961年生まれ）。

## 来歴・人物

### 出生
山形県米沢市に南画家の鈴木蘭涯と、妻フクの息子として生まれる。父について山形と東京を行ったり来たりするが、5歳のときから山形市小姓町で育つ。
山形市立第一尋常小学校卒業後、熊谷市の兄の家に寄宿して高等小学校に通っていたが、兄との折り合いが悪く家出し、東京に出る。そこで、母方の叔父で新派劇の河合武雄の番頭をしていた斎藤好三郎を頼り、「文芸協会」出身の新劇俳優、東儀鉄笛の付き人となり、彼が主演した映画に出演する。その後、正則英語学校に通っていたが、俳優への思いを断ち切れず、東儀が所長をしていた「新劇研究所」の研究生に応募するが落第。東京市内を回っていた「中川竹三一座」に入る。その後、いくつかの劇団に入るが、映画にも取り組んでいる「明石潮一座」に入り、駕籠かき役などで映画出演する。

### 俳優としての活動・戦前
1927年、日活大将軍撮影所に大部屋俳優として入る。しばらく、端役での出演が続いたが、1929年、渡辺邦男監督の『竜巻長屋』に大役をもらう。以後、渡辺監督に喜劇俳優として重用される。
1931年、東京に戻り、曾我廼家五九郎一座に入り、清川虹子らと活動するが、1934年、大都映画に入り、主役級として活躍。極東映画を経て、1937年、日活で親しかった永田雅一が所長を務める新興キネマ京都撮影所に入社し、忍術映画などで活躍する。
1939年、新興キネマ演芸部があきれたぼういずなどの吉本興業の人気タレントを大量に引き抜いたときも暗躍する。ところが、引き抜きの工作に奔走する際、伴は狙う相手の名前を書き並べたメモ帳を円タクの中に置き忘れてしまうという大失態を演じ、事の重大さに自殺まで考えたという。しかし、伴が降りた後、その円タクを拾ったのが歌手の灰田勝彦で、灰田は拾ったメモ帳を何も言わずに伴に送り届け、事無きを得て以来、伴は灰田に頭が上がらなかったという。
1940年、「化け猫女優」こと鈴木澄子らとハワイ、サンフランシスコ巡業を行い、帰国後、秋田實の応援で小夜福子らと劇団を結成するがほどなく解散。小さな軽演劇の一座の座長として終戦を迎える。

### 俳優としての活動・戦後
戦後は清川虹子、笠置シヅ子らと浅草で活動し、美空ひばりの売出しを図るが失敗する。
1951年頃から当時同棲中の清川虹子の仲介により新東宝の斎藤寅次郎監督の一家に入って、本格的に映画に復帰する。1951年、斎藤寅次郎監督、高田浩吉主演の『吃七捕物帖・一番手柄』に出演した折、「アジャジャーにしてパーでございます」が大ウケし、それを短くした「アジャパー」が大流行となる。
1953年には、主役映画『アジャパー天国』が斎藤寅次郎監督で作られるにいたり、「バンジュン」の愛称で主演映画が次々と封切られる売れっ子スターとなる。
1955年からは松竹で、花菱アチャコと共演の『二等兵物語』シリーズ、1958年からは森繁久彌、フランキー堺と共演の『駅前シリーズ』が大ヒットした。
伴は珍演怪演をする「珍優」とも言われ、喜劇俳優として活躍する一方、1964年、内田吐夢監督、水上勉原作の『飢餓海峡』の老刑事の演技で毎日映画コンクール男優助演賞を受賞するなど、シリアスな演技にも独特な味わいを見せた。同映画に出演した際には監督の内田から徹底的にしごかれ、自信を喪失してしまい、落ち込んだ表情になりがちだった。しかし、実のところそれが内田の狙いであった。結果的にも、伴はいわゆる「枯れた演技」を成し遂げることになった。
伴は「浅草サンバカーニバル」を発案したり、募金運動で知られる「あゆみの箱」の提唱者でもある。また関西出身でないのに「関西喜劇人協会」の会長を務めたり、若き時代の渥美清や生田悦子をイビリ倒していた。また稲川会の稲川聖城の庇護を受けており、雑誌記者が稲川の自宅を訪ねた際に遊びに来ている伴淳三郎の姿を幾度も目撃されている。
1978年、紫綬褒章を受章。1981年10月26日、伴は食道静脈瘤破裂により73歳で死去した。枕元には伴のかつての妻の清川がおり、伴を看病し喪主も清川が務めた。伴の遺作は死去後の11月3日から放送が開始された連続テレビドラマ『ひまわりの歌』であった。墓所は米沢市極楽寺。

## 主な出演作品

### 映画

『飢餓海峡』（1965年）

- 血煙高田馬場（1928年、日活） - 町人八さん
- 殉教血史 日本二十六聖人（1931年、日活） - 護送役人河北仙蔵
- 続大岡政談 魔像解決篇（1931年、日活） - 藤木陽一郎
- 國士無双（1932年、片岡千恵蔵プロダクション） - 仙人
- 吃七捕物帖 一番手柄（1951年、松竹） - 丸橋半九郎
- 水戸黄門漫遊記シリーズ（東映） - 弥造
  - 水戸黄門漫遊記 地獄谷の豪族（1952年）
  - 水戸黄門漫遊記 伏魔殿の妖賊（1952年）
- トンチンカンシリーズ（東宝）
  - トンチンカン三つの歌（1952年） - 風間新介
  - トンチンカン捕物帳 まぼろしの女（1952年） - 伴作
- 続・チャッカリ夫人とウッカリ夫人（1952年、東宝） - 按摩徳さん
- ひばり姫初夢道中（1952年、松竹）
- 七変化狸御殿（1954年、松竹京都）
- 伝七捕物帳シリーズ（松竹） - 獅子っ鼻の竹
  - 伝七捕物帳 人肌千両（1954年）
  - 伝七捕物帳 刺青女難（1954年）
  - 伝七捕物帳 黄金弁天（1954年）
  - 伝七捕物帖 女郎蜘蛛（1955年）
  - 伝七捕物帳 花嫁小判（1956年）
  - 伝七捕物帳 女狐駕籠（1956年）
  - 伝七捕物帳 美女蝙蝠（1957年）
  - 伝七捕物帳 銀蛇呪文（1957年）
  - 伝七捕物帳 髑髏狂女（1958年）
  - 伝七捕物帳 女肌地獄（1959年）
  - 伝七捕物帳 幽霊飛脚（1959年）
- 二等兵物語シリーズ（松竹）
  - 二等兵物語 女と兵隊・蚤と兵隊（1955年） - 古川凡作
  - 続二等兵物語 五里霧中の巻（1956年） - 古山源吉
  - 続二等兵物語 南方孤島の巻（1956年） - 古山源吉
  - 続二等兵物語 決戦体制の巻（1957年） - 古山源吉
  - 二等兵物語 死んだら神様の巻（1958年） - 二等兵古山
  - 二等兵物語 あゝ戦友の巻（1958年） - 古山源吉
  - 二等兵物語 万事要領の巻（1959年） - 古山源吉
  - 新二等兵物語 吹けよ神風の巻（1959年） - 古巻源三
  - 新二等兵物語 敵中横断の巻（1960年） - 横田番作
  - 新二等兵物語 めでたく凱旋の巻（1961年） - 横田番作
- 伴淳・森繁の糞尿譚（1957年、松竹） - 小森彦太郎
- 伴淳・アチャコ・夢声の活弁物語（1957年、松竹） - 千葉淳太郎
- 気違い部落（1957年、松竹） - 駐在酒盛
- 坊っちゃん（1958年、松竹） - 校長
- 欲（1958年、松竹） - 折山博士
- 駅前シリーズ（東宝）
  - 駅前旅館（1958年） - 高沢
  - 喜劇 駅前団地（1961年） - 権田孫作
  - 喜劇 駅前弁当（1961年） - 堀本孫作
  - 喜劇 駅前温泉（1962年） - 伴野孫作
  - 喜劇 駅前飯店（1962年） - 孫五林
  - 喜劇 駅前茶釜（1963年） - 日孫和尚
  - 喜劇 駅前女将（1964年） - 伴野孫作
  - 喜劇 駅前怪談（1964年） - 伴野孫作
  - 喜劇 駅前音頭（1964年） - 伴野孫作
  - 喜劇 駅前天神（1964年） - 伴野孫作
  - 喜劇 駅前医院（1965年） - 伴野孫作
  - 喜劇 駅前金融（1965年） - 伴野孫作
  - 喜劇 駅前大学（1965年） - 伴野孫作
  - 喜劇 駅前弁天（1966年） - 伴野孫作
  - 喜劇 駅前漫画（1966年） - 伴野孫作
  - 喜劇 駅前番頭（1966年） - 伴野孫作
  - 喜劇 駅前競馬（1966年） - 伴野孫作
  - 喜劇 駅前満貫（1967年） - 伴野孫作
  - 喜劇 駅前学園（1967年） - 伴野孫作
  - 喜劇 駅前探検（1967年） - 伴野孫作
  - 喜劇 駅前百年（1967年） - 伴野孫作
  - 喜劇 駅前開運（1968年） - 伴野孫作
  - 喜劇 駅前火山（1968年） - 伴野孫作
  - 喜劇 駅前桟橋（1969年） - 伴野孫作
- 惜春鳥（1959年、松竹） - 桃沢悠吉
- 太陽の墓場（1960年、松竹） - 寄せ松
- 江戸の顔役（1960年　松竹） - 河内山宗俊
- 旗本愚連隊 (1960年、松竹)
- 伴淳・森繁のおったまげ村物語（1961年、松竹） - 馬糞の九さん
- 南の島に雪が降る（1961年、東宝） - 蔦山一等兵
- 喜劇 にっぽんのお婆あちゃん（1962年、松竹） - 酔っ払いじいさん兼井
- イチかバチか (1963年、東宝)
- 無宿人別帳（1963年、松竹） - 長次郎
- 残菊物語（1963年、松竹） - 按摩元俊
- ばりかん親分（1963年、松竹）
- 飢餓海峡（1965年、東映） - 弓坂吉太郎
- てなもんや東海道（1966年、東宝） - 安濃徳次郎
- 日本侠客伝 白刃の盃（1967年、東映） - 大林寺大五郎
- 花札渡世（1967年、東映） - 素めくらの石
- 愛の讃歌（1967年、松竹） - 亀井千造
- 河内遊侠伝（1967年、東映） - 杉本豊作
- 喜劇 競馬必勝法シリーズ（東映）
  - 喜劇 競馬必勝法（1967年） - 大田原源三
  - 喜劇 競馬必勝法 大穴勝負（1968年） - 亀井仁造
  - 喜劇 競馬必勝法 一発勝負（1968年） - 三川剣山
- 旅行シリーズ（松竹）
  - 喜劇 大安旅行（1968年） - 並木甚吉
  - 喜劇 婚前旅行（1969年） - 田村吉五郎
  - 喜劇 逆転旅行（1969年） - 矢代大吉
  - 喜劇 よさこい旅行（1969年） - 山下吉五郎
  - 喜劇 縁結び旅行（1970年） - 吉良甲介
  - 喜劇 満願旅行（1970年）
  - 喜劇 快感旅行（1972年） - 神田淳三
- あゝ予科練（1968年、東映） - 和久の父・太市
- 怪談 蛇女（1968年、東映） - 房太郎
- ㊙トルコ風呂（1968年、東映） - 団刑事
- 女賭博師 奥ノ院開帳（1968年、大映） - 疾風の辰
- 夜の歌謡シリーズ 伊勢佐木町ブルース（1968年、東映） - 大倉
- 超高層のあけぼの（1969年、日本技術映画社） - 出稼ぎ人夫星野
- コント55号 宇宙大冒険（1969年、東宝） - 青髯
- 日本女侠伝 鉄火芸者（1970年、東映） - 牧浦奇堂
- 俺の空だぜ!若大将（1970年、東宝） - 常吉
- どですかでん（1970年、東宝＝四騎の会） - 島悠吉
- 全員集合!!シリーズ（松竹）
  - 舞妓はんだよ全員集合!!（1972年） - 山岡紋兵衛
  - 大事件だよ全員集合!!（1973年） - 坂本久馬
  - 超能力だよ全員集合!!（1974年） - 一齋
- 銀蝶流れ者 牝猫博奕（1972年、東映）
- 野獣狩り（1973年、東宝映画）
- 喜劇 百点満点（1976年、東宝） - 原口康衛門
- 人間の証明（1977年、角川春樹事務所） - 霧積温泉主人
- 女王蜂（1978年、東宝映画） - 山本直助
- 犬笛（1978年、三船プロ） - 清里老人
- 火の鳥（1978年、東宝） - まじない師
- 青春グラフィティ スニーカーぶる〜す（1981年、東宝映画） - 三田正造
- 子どものころ戦争があった（1981年、松竹） - 甚八
- ええじゃないか（1981年、松竹＝今村プロ） - 虎松
- マタギ（1982年、青銅プロ） - 警官

### テレビ番組・テレビドラマ
- てなもんや三度笠（1962年 - 1968年、朝日放送）
- 赤穂浪士（1964年、NHK総合）
- こりゃまた結構（1967年、TBS）
- 鶴亀先生上京す（1967年、NET）
- 不信のとき（1968年、日本テレビ）
- あゝ忠臣蔵（1969年、関西テレビ）
- プレイガール 第25話「女殺し昭和元禄」（1969年、東京12チャンネル）
- 男は度胸（1970年、NHK総合）
- 大忠臣蔵（1971年、NET）
- 天下御免（1971年、NHK総合）
- でんでん太鼓（1973年、TBS） - 栗山一平
- 時間ですよ第78話（1973年、TBS） - 高倉勇吉
- まごころ（1973年、TBS/大映テレビ）
- 寺内貫太郎一家（1974年、TBS） - 倉島岩次郎
- 帽子とひまわり（1974年、NHK総合）
- 白い牙（日本テレビ） - 古山吾助
  - 第1話「悪徳刑事・有光洋介」（1974年）
  - 第7話「父親仁義・有光洋介」（1974年）
- となりのとなり（1974年、日本テレビ）
- 水もれ甲介 第3話「工事現場の決闘」（1974年、日本テレビ）
- 寺内貫太郎一家2（1975年、TBS） - 倉島岩次郎
- ばあちゃんの星（1975年、TBS）
- 大都会 闘いの日々 第20話「週末」（1976年、日本テレビ）
- 夫婦旅日記 さらば浪人 第18話「明石の夕なぎ」（1976年、フジテレビ）
- 朝の連続テレビ小説 / いちばん星（1977年、NHK総合）
- ムー（1977年、TBS） - 徳さん
- 飛べ!孫悟空（1977年 - 1979年、TBS）
- せい子宙太郎－忍宿借夫婦巷談（1977年 - 1978年、TBS）
- 達磨大助事件帳 第15話「十手に光る父子星」（1978年、テレビ朝日） - 鳥越の文次
- ムー一族（1978年 - 1979年、TBS） - 徳さん
- 風鈴捕物帳（1978年、テレビ朝日）
- 土曜ワイド劇場 / 幽霊海岸（1978年、テレビ朝日）
- ハッピーですか？ (1978年、日本テレビ)
- 熱中時代・刑事編（1979年、日本テレビ） - 寺坂乙吉
- 長七郎天下ご免!（1979年 - 1982年、テレビ朝日） - 大久保彦左衛門（第1話、第4話、第12話、第21話、第27話、第30話）
- あいつと俺 （1980年[第1話-第4話]&1984年[第5話-第12話]、東京12チャンネル→テレビ東京） - 東兵衛
- ポーラテレビ小説 / 元気です!（1980年 - 1981年、TBS） - 中森茂造
- 熱中時代  第2シリーズ （日本テレビ） - 桜井松五郎
  - 第8話「ある日森の中熊さんに出会った」（1980年）
  - 第33話「雪国の熱中先生」（1981年）
- 俺はおまわり君（1981年、日本テレビ） - 水野源三郎
- 御宿かわせみ 第17話「湯の宿」（1981年、NHK総合）
- 野々村病院物語（1981年、TBS） - 野々村智
- 同心暁蘭之介（1981年 - 1982年、フジテレビ） - 松蔵
- 森繁久彌のおやじは熟年 第4話「旅役者天童竹三郎」（1981年、テレビ朝日） - 天童竹三郎
- ひまわりの歌（1981年、TBS）- 木村源吉 ※遺作

### コマーシャル
- 山本本家・神聖「いっぱいやっか?」[9]
- トワイニング紅茶（片岡物産）「トワイニングティー、プリーズ!!」
- サロンパス（久光製薬）「父ちゃんも母ちゃんもやってっか?」
- おしどりミルクケーキ（日本製乳）山形県ローカルCMで主題歌を歌っていた。
- サンライズ サンパワー（ぶらさがり健康器具）
- ヤンマー コンバイン（フランキー堺と共演）
- セーラー万年筆（筆ペン）
- ハウス食品 シャンメンめん太鼓（佐良直美と共演）
- 松下電器産業（現・パナソニック）冷凍冷蔵庫
- 日本石油（現・ENEOS）

## 著書
- 『伴淳放浪記』しなの出版、1967年10月15日。NDLJP:2515185。
  - 『伴淳放浪記―伝記・伴淳三郎』「伝記叢書288」大空社、1998年2月。ISBN 978-4756804990
- 『伴淳好色放浪記 人格の磨き方、教えます』光文社 カッパ・ブックス、1972年
- 『伴淳のアジャパアー 人生 芸道・色道50年』徳間書店、1975年

## 伝記
- 田山力哉『伴淳三郎 道化の涙』現代教養文庫、1988年